# Rámszar
Rámszar, Ramsar (perzsa nyelven: رامسر, korábban Sakht Sar) város Iránban, Mazandaran tartományban, Rámszar megye központja. 2012-ben lakossága 33 018 fő volt, 9421 családban.

## Fekvése
A Kaszpi-tenger partján fekvő város.

## Leírása
A város a múltban Sakhtsar néven is ismert volt. Rámszar őshonos lakói gilakiak és mazandarániak. A gilaki nyelvet (keleti nyelvjárás) beszélik, bár a stílusukat, amelyet beszélnek, a mazandarani nyelv befolyásolta, ami kicsit más, mint a gilaki. A rámszari bennszülöttek a „rámszari” dialektusát keleti gilaki és nyugati mazandarani (mazandarani-gilaki dialektus) kombinációjának nevezik. Ők is beszélik a perzsa nyelvet, Irán hivatalos nyelvét.
Rámszar az ország fürdővárosa, repülőtérrel, és itt volt a császári üdülő is, melynek épületében ma tüdőszanatórium van. A tengerparton fekvő város mögött húzódnak az Elburz hegyláncai. A trópusi környezetű város tengerpartján pálma- és narancsfák, virágok pompáznak. A trópusi növényzetét a banán, a Grépfrút, a citrom és a riz egészíti ki, de bőven terem itt a gránátalma is.
A város mellett kezdődik a teaültetvények Rastig húzódó vonulata.
A gyógyfürdőiről híres városka és környéke kellemes kiránduló- és piknikezőhely.
A városban máig nagyszámú orosz lakosság él, melynek orosz jellegű építkezései új színt adnak a városnak.

## Nevezetességek
- Rámszari egyezmény

## Galéria

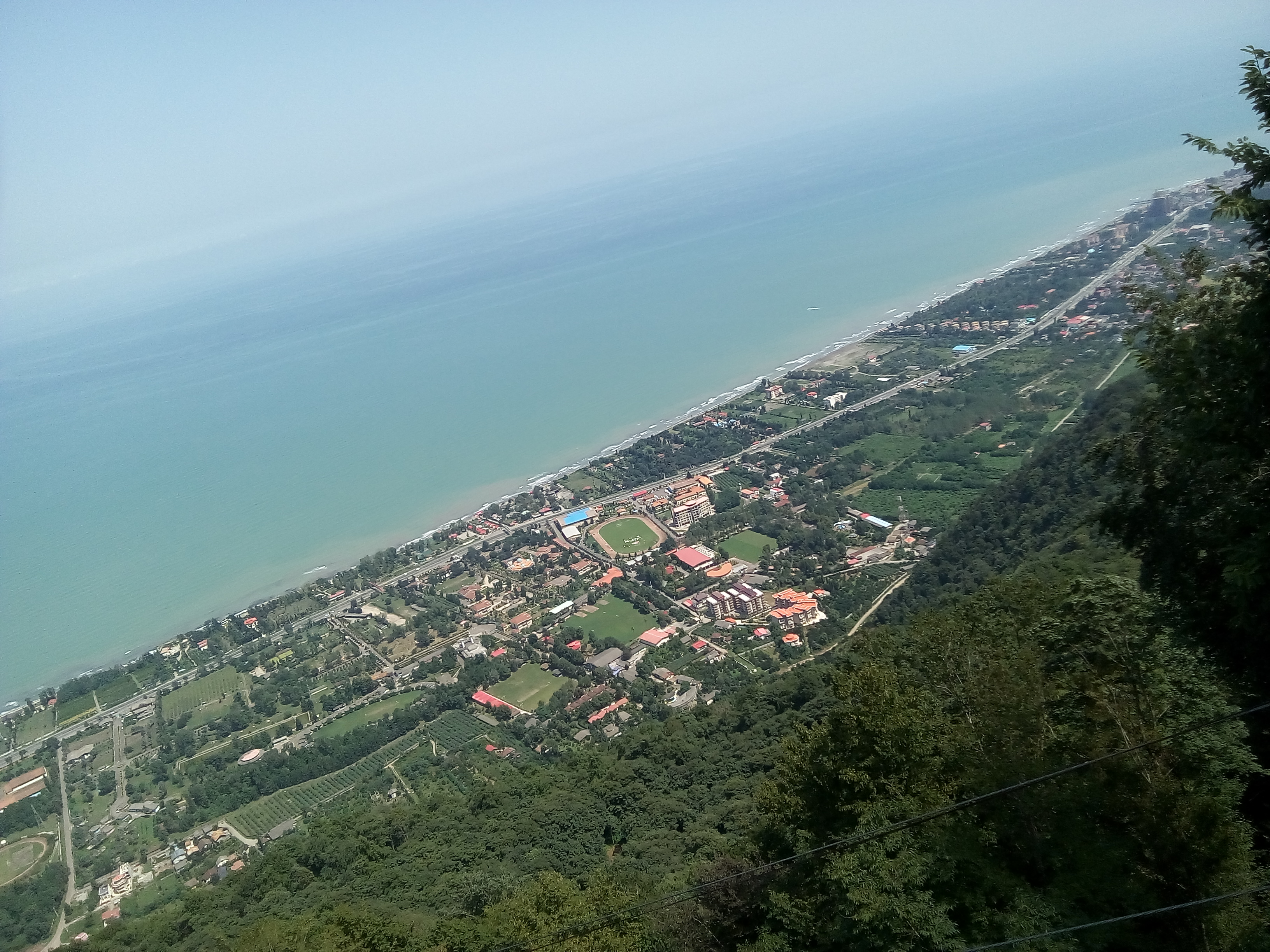
A tengerpart légifelvételről
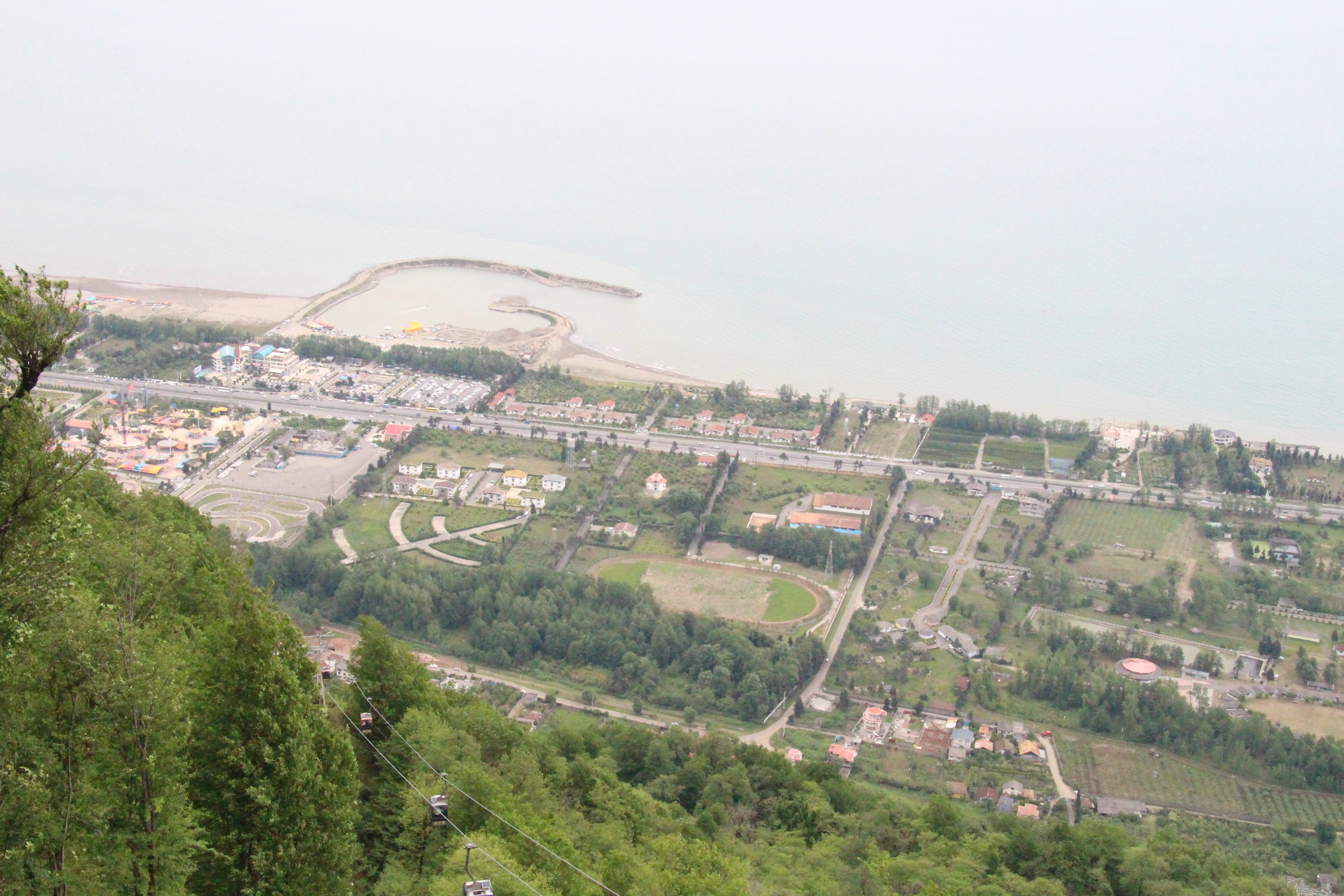
A város látképe légifelvételről
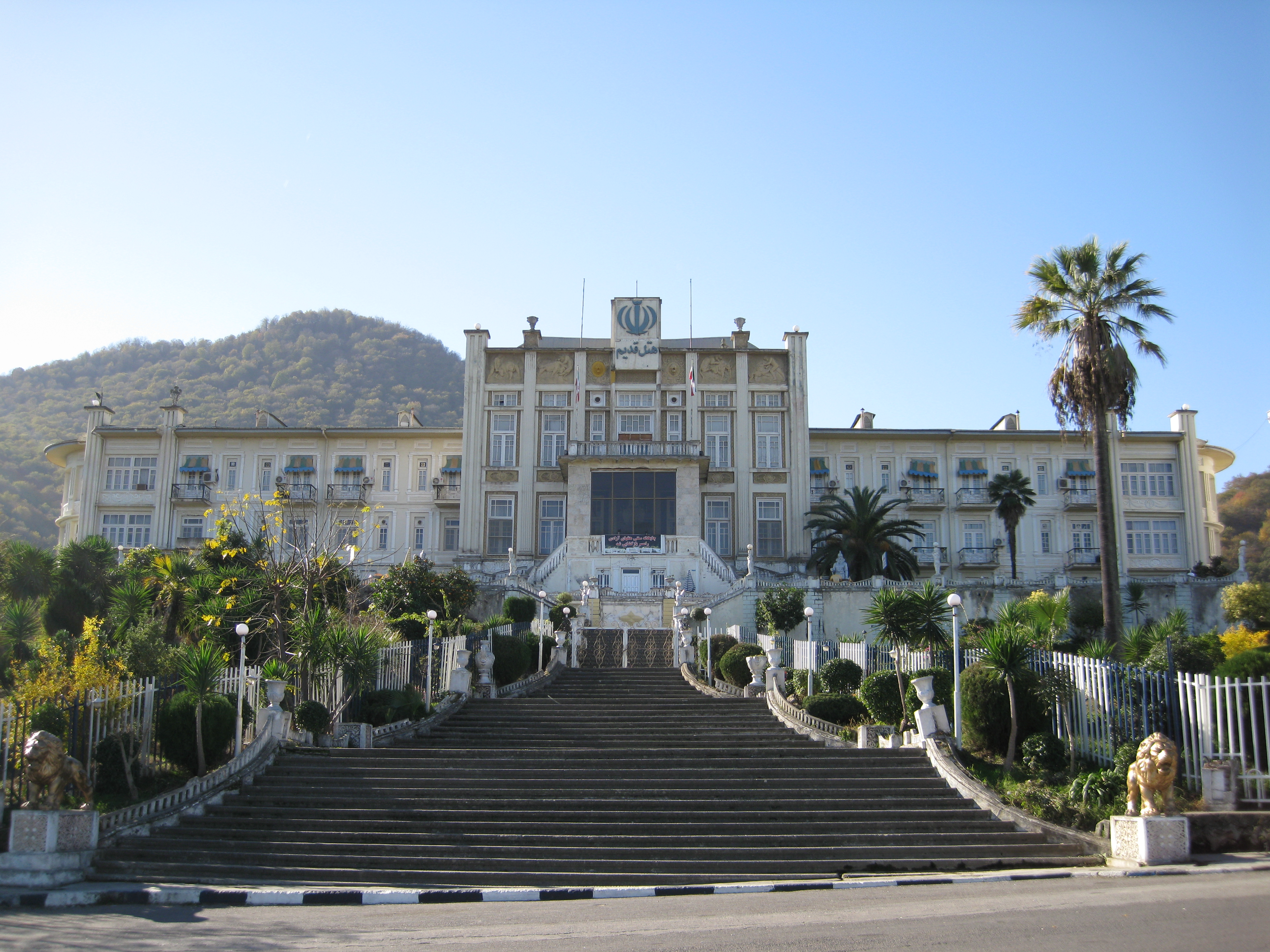
Hotel Ramsar
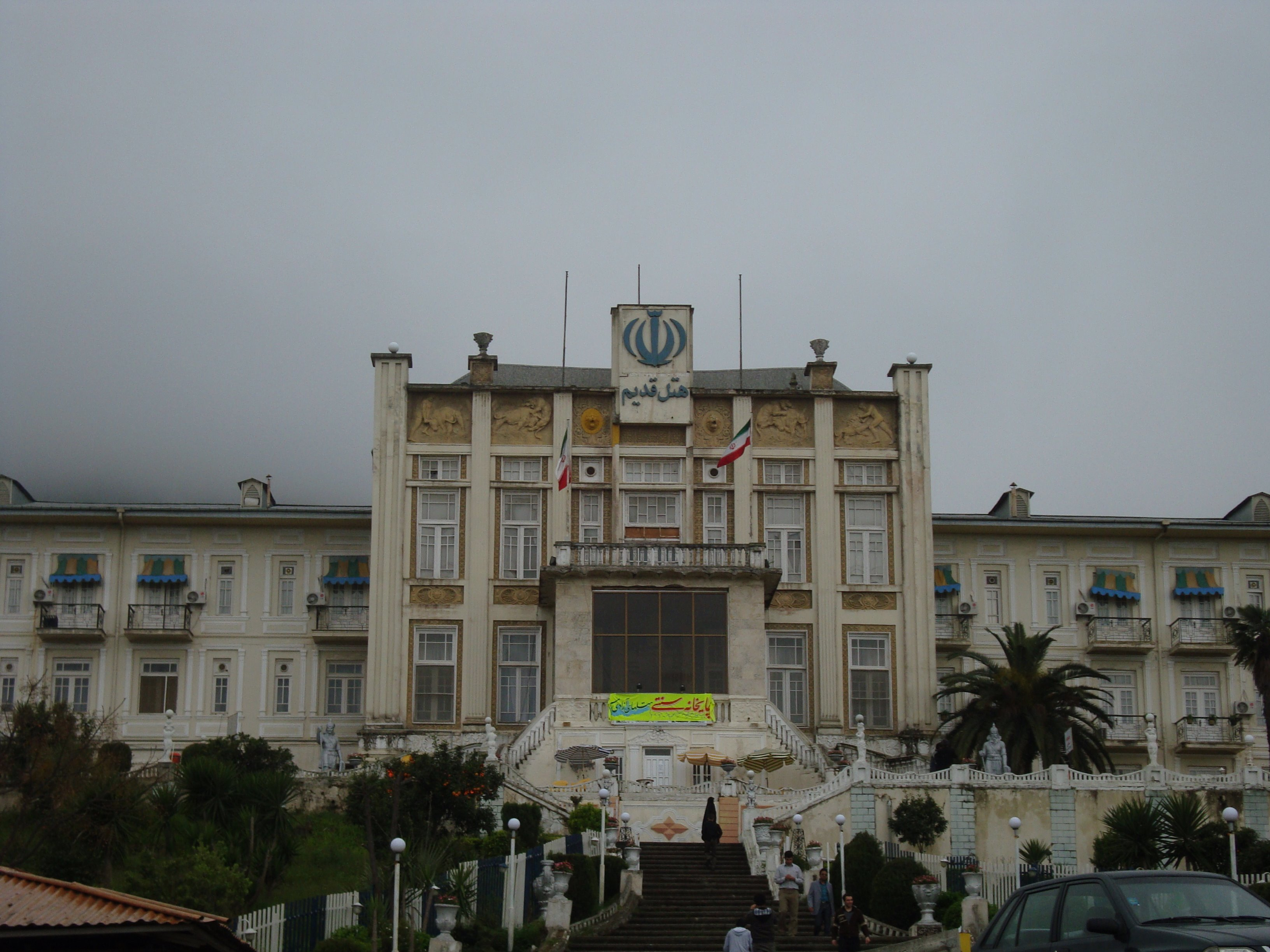
Hotel ghadim
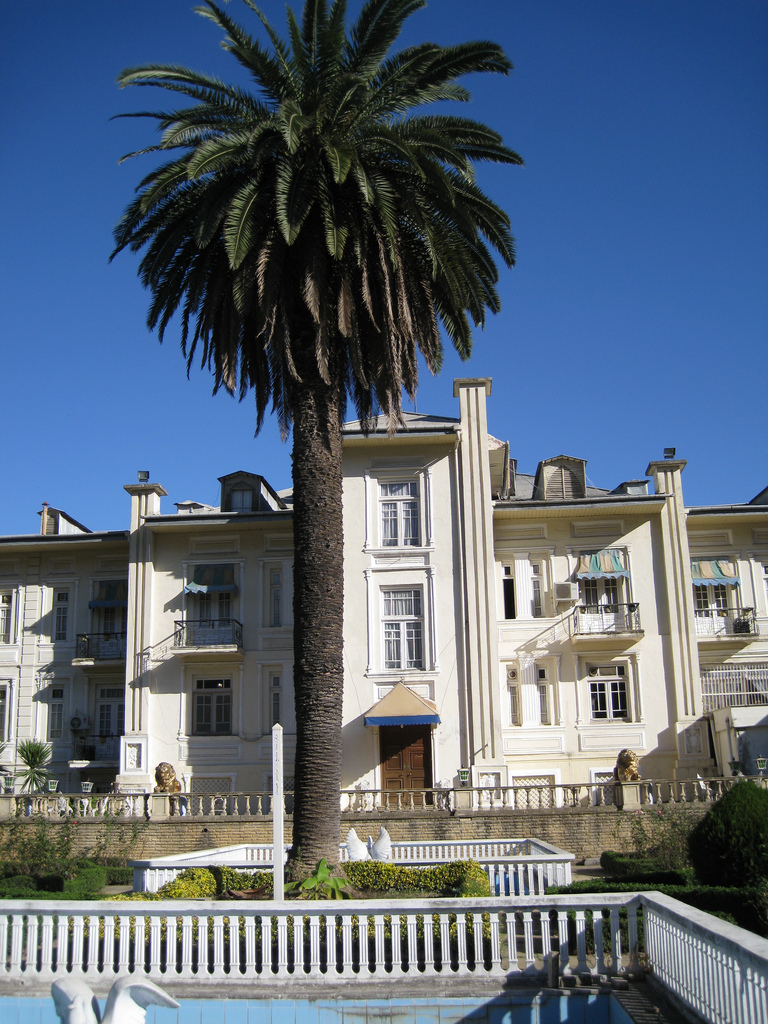
Rámszar, utcarészlet
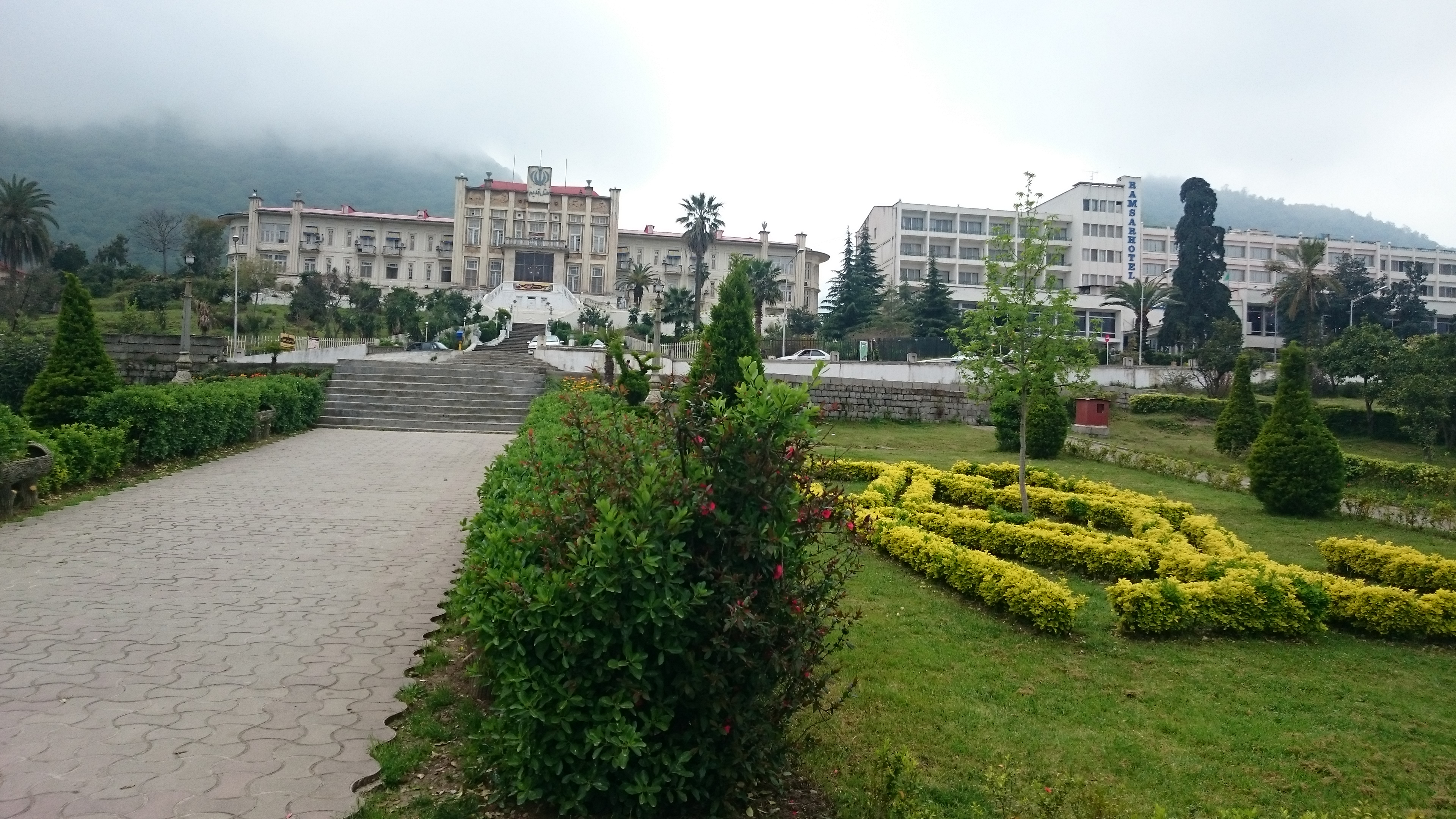
Látkép
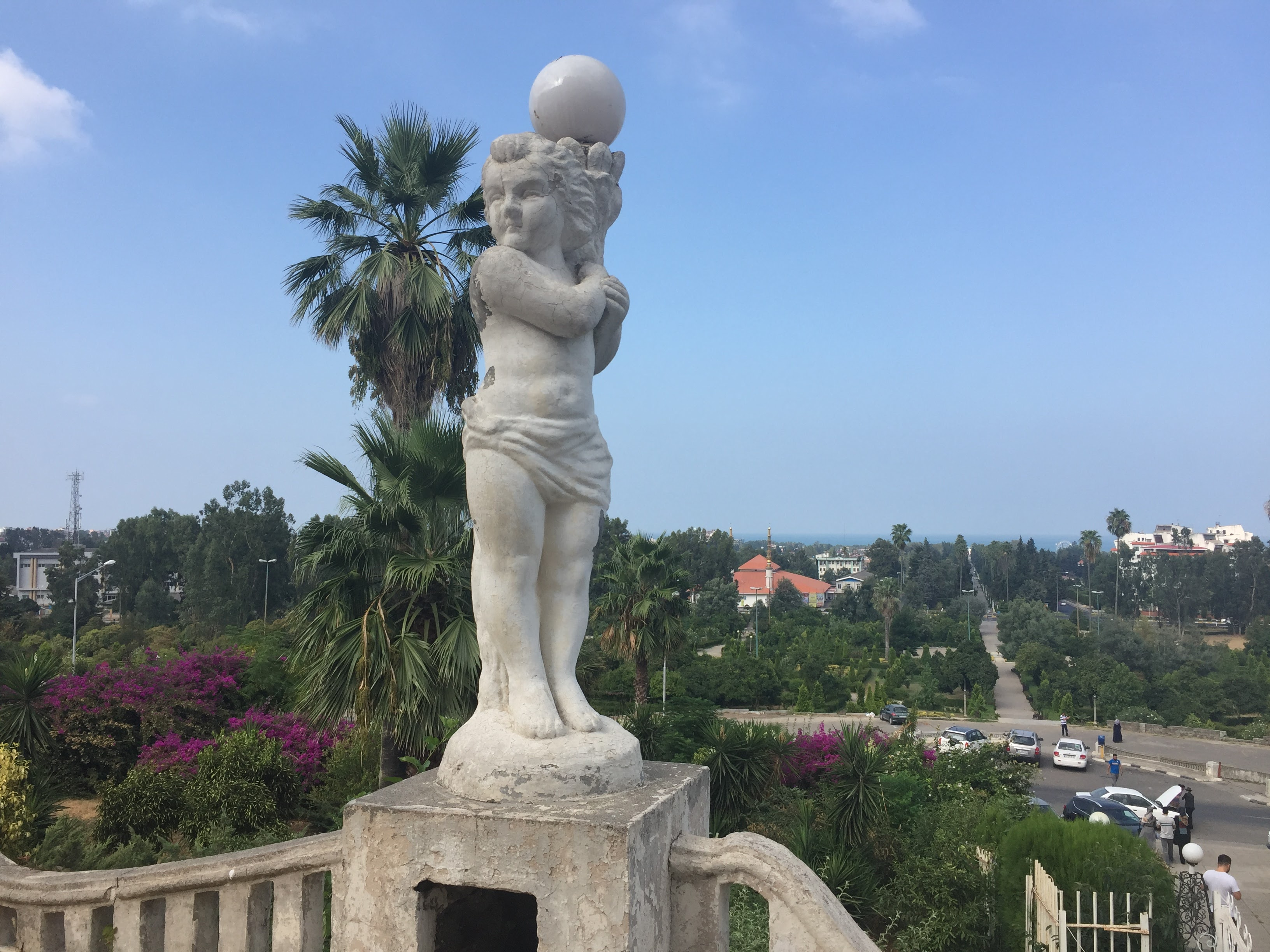
Városrészlet
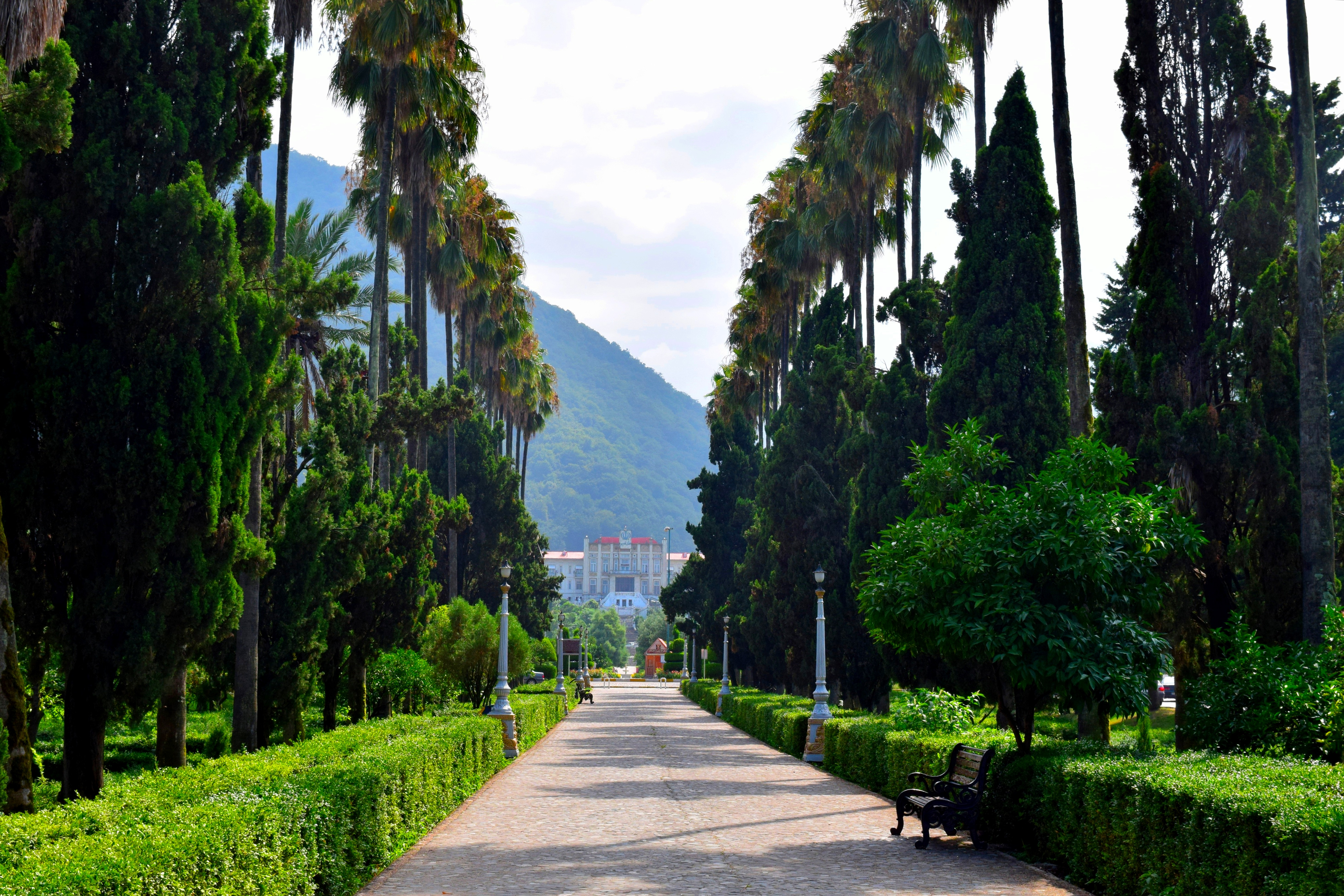
Boulevard Hotel